# Fuente de Ave María

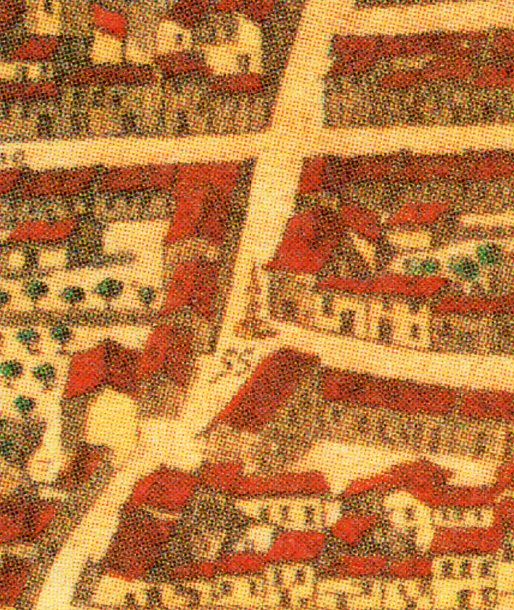
Fuente de Ave María en el plano de Texeira, 1656.

La Fuente de Ave María fue una fuente de la ciudad de Madrid situada en la intersección de la calle Ave María con la de San Simón. Documentada desde el siglo xvii, desapareció con la instalación de la acometida de aguas del Canal de Isabel II en la década de 1870. En el siglo xx se instaló una fuente de grifo ya desaparecida.
Está dibujada en el plano de Texeira con el «número 55» en la lámina 14 (C4); tenía cuatro caños abastecidos por el viaje del Bajo Abroñigal y 25 aguadores asignados por el Ayuntamiento de la Villa. Vecinas a esta, había otras dos fuentes mayores, la de la Fama y la de la calle de Atocha.